# Tontscho Tokmaktschiew

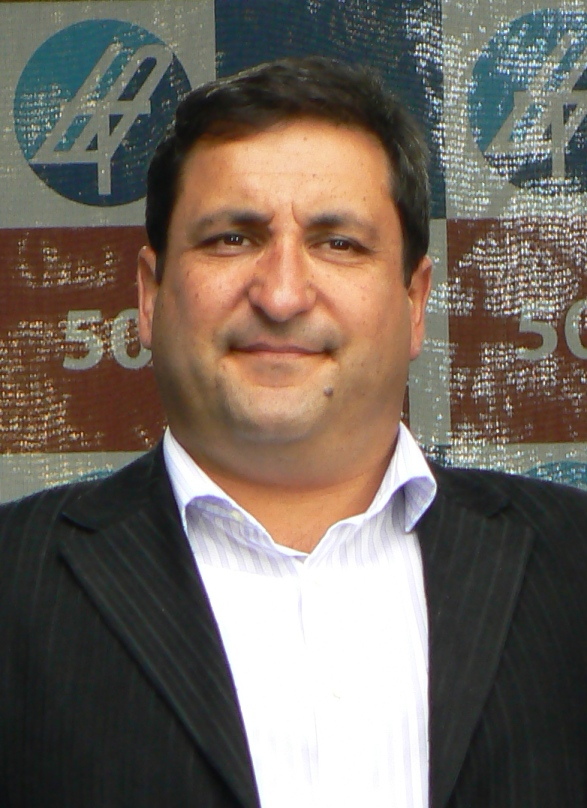
Tontscho Tokmaktschiew

Tontscho Nenkow Tokmaktschiew (auch Toncho Nenkov Tokmakchiev geschrieben, bulgarisch Тончо Ненков Токмакчиев; * 2. Mai 1963 in Burgas, Bulgarien) ist ein bulgarischer Schauspieler. Er ist verheiratet und hat eine Tochter.

## Leben
Tokmaktschiew wurde in der bulgarischen Hafenstadt Burgas als ein Mitglied der Familie des bekannten Schauspielers Nenko Tokmaktschiew geboren. Tontscho Tokmaktschiew studierte Schauspielerei an der Nationalen Akademie für Theater- und Filmkunst in Sofia (Национална академия за театрално и филмово изкуство; НАТФИЗ). 1990 wurde Tokmaktschiew für kurze Zeit Teil der Truppe des Puppentheaters von Burgas, bevor er nach Sofia zog. In Sofia ist er seit 1990 Teil der Sendung Ku-Ku, die später in Kanaleto umbenannt wurde. Seit 1992 spielt Tokmaktschiew im sofioter Theater La-Strada und in der Sendung Ulizata.